# Sleeping Bag Records
La Sleeping Bag Records è stata un'etichetta discografica indipendente statunitense.

## Storia
La Sleeping Bag venne fondata a New York da William Socolov e Arthur Russell nel 1981. I primi successi pubblicati dall'etichetta furono Go Bang (1982) di Dinosaur L. (ovvero Russell) e Weekend (1983) dei Class Action. A causa di alcuni attriti fra Socolov e Russell, quest'ultimo abbandonò l'etichetta nel 1983. La Sleeping Records iniziò ad avere maggiore successo a partire dalla metà del decennio, periodo in cui essa si focalizzò maggiormente sul genere hip hop. Nello stesso lasso di tempo venne fondata la sussidiaria Fresh Records, che licenziò dischi di Mantronix, EPMD, Just-Ice, T La Rock, Joyce Sims e Todd Terry. La Sleeping Bag chiuse ufficialmente i battenti nel 1992. Quattro anni più tardi, il suo catalogo venne acquisito dalla nuovaiorchese Warlock Records.